# Premi e riconoscimenti di Angelina Jolie

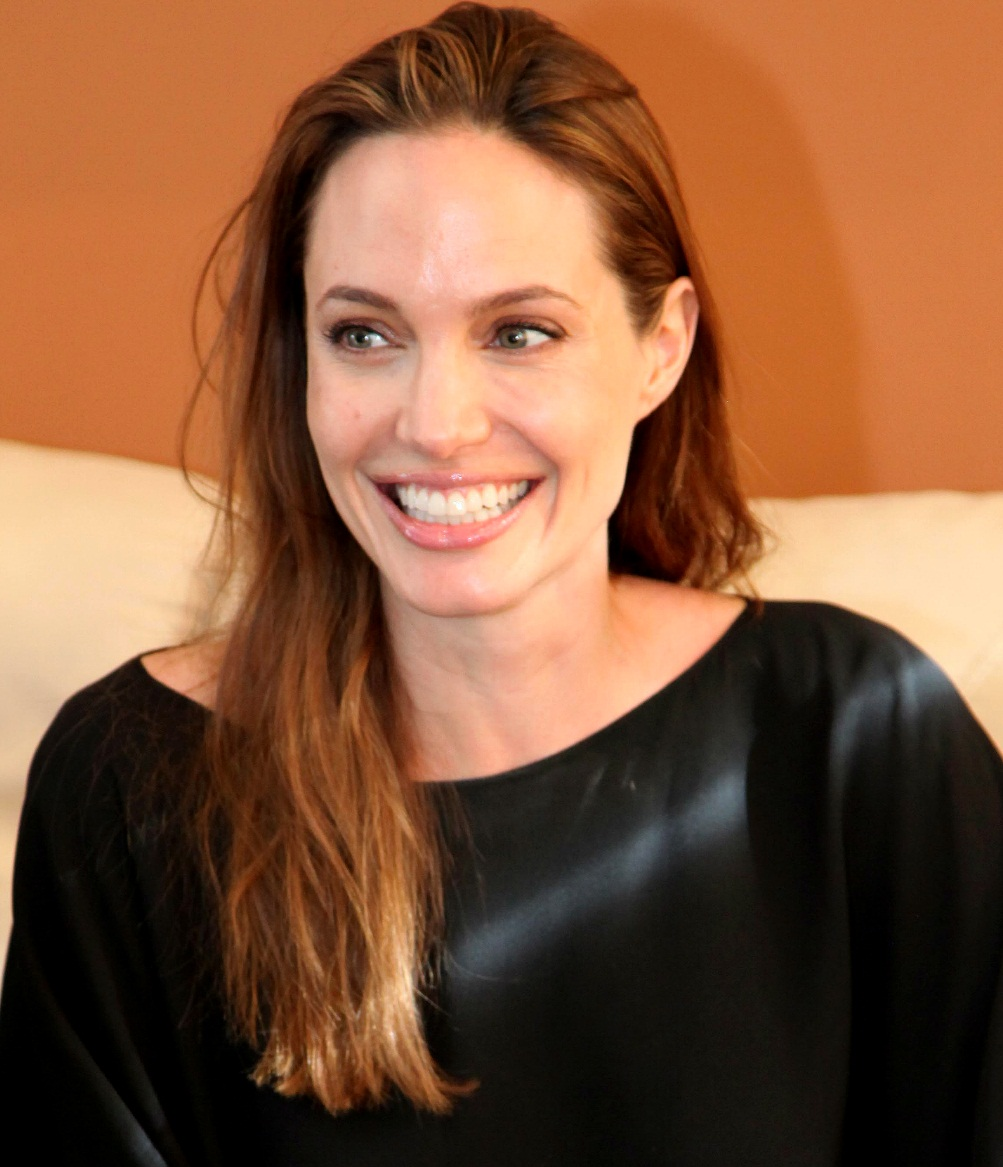
Angelina Jolie nel 2012

Questa è la lista dei premi e riconoscimenti ricevuti dell'attrice Angelina Jolie. 

## Premi cinematografici e televisivi

### Principali
- Premio Oscar
  - 2000 – Miglior attrice non protagonista per Ragazze interrotte[1]
  - 2009 – Candidatura come miglior attrice protagonista per Changeling[2]
  - 2014 – Premio umanitario Jean Hersholt[3][4]
- Golden Globe
  - 1998 – Miglior attrice non protagonista in una serie per George Wallace
  - 1999 – Miglior attrice in una mini-serie o film per la televisione per Gia - Una donna oltre ogni limite
  - 2000 – Miglior attrice non protagonista per Ragazze interrotte
  - 2008 – Candidatura alla miglior attrice protagonista in un film drammatico per A Mighty Heart - Un cuore grande
  - 2009 – Candidatura alla miglior attrice protagonista in un film drammatico per Changeling[5]
  - 2011 – Candidatura alla miglior attrice in un film commedia o musical per The Tourist
  - 2025 - Candidatura alla migliore attrice in un film drammatico per Maria

- BAFTA
  - 2009 – Candidatura per la migliore attrice per Changeling[6]
  - 2018 – Candidatura per il miglior film straniero per Per primo hanno ucciso mio padre
- Premio Emmy
  - 1998 – Candidatura per la migliore attrice non protagonista in una miniserie o film televisivo per George Wallace
  - 1998 – Candidatura per la migliore attrice in una miniserie o film televisivo per Gia – Una donna oltre ogni limite
- Screen Actors Guild Awards
  - 1999 – Migliore attrice in una miniserie o film televisivo per Gia - Una donna oltre ogni limite
  - 2000 – Migliore attrice non protagonista per Ragazze interrotte
  - 2008 – Candidatura per la migliore attrice per A Mighty Heart - Un cuore grande[7]
  - 2009 – Candidatura per la migliore attrice per Changeling

### Altri
- Alliance of Women Film Journalists
  - 2007 – EDA Awards all'impegno umanitario
  - 2008 – Candidatura all'EDA Awards all'impegno umanitario
  - 2009 – Candidatura all'EDA Awards all'impegno umanitarioo
  - 2011 – Candidatura all'EDA Awards all'impegno umanitario
  - 2011 – Candidatura all'EDA Awards miglior attrice in un film d'azione per Salt
  - 2012 – Candidatura all'EDA Awards all'impegno umanitario
  - 2012 – Candidatura all'EDA Awards miglior doppiatrice per un film d'azione per Kung Fu Panda 2
  - 2013 – EDA Awards personalità femminile dell'anno
  - 2015 – Candidatura all'EDA Awards personalità femminile dell'anno per Unbroken
  - 2018 – Candidatura al miglior regista donna per Per primo hanno ucciso mio padre
  - 2018 – Candidatura all'Eccezionale successo di una donna nell'industria cinematografica per Per primo hanno ucciso mio padre

- American Film Institute
  - 2014 – Migliori dieci film dell'anno per Unbroken
- African American Film Critics Association Awards 
  - 2008 – Miglior attrice per Changeling

- Blockbuster Entertainment Award
  - 2000 – Miglior attrice non protagonista in un film drammatico per Ragazze interrotte
  - 2000 – Candidatura all'attrice preferita per Il collezionista di ossa
  - 2001 – Miglior attrice in un film d'azione per Fuori in 60 secondi
- CableACE Award 
  - 1997 – Candidatura alla miglior attrice non protagonista in una serie TV per George Wallace
- Chicago Film Critics Association
  - 2000 – Candidatura alla miglior attrice non protagonista per Ragazze interrotte
  - 2007 – Candidatura alla miglior attrice per A Mighty Heart - Un cuore grande
  - 2009 – Candidatura alla miglior attrice per Changeling

- Critics' Choice Movie Award
  - 2000 – Miglior attrice non protagonista per Ragazze interrotte
  - 2008 – Candidatura alla migliore attrice per A Mighty Heart - Un cuore grande
  - 2009 – Candidatura alla miglior attrice per Changeling[8]
  - 2015 – Candidatura al miglior film per Unbroken[9]
  - 2015 – Candidatura al miglior regista per Unbroken[9]
  - 2018 – Candidatura al miglior film straniero per Per primo hanno ucciso mio padre
- Dallas-Fort Worth Film Critics Association Award
  - 2007 – Candidatura alla miglior attrice per A Mighty Heart - Un cuore grande

- Empire Awards
  - 2001 – Candidatura alla migliore attrice per Ragazze interrotte
  - 2008 – Candidatura alla miglior attrice per A Mighty Heart - Un cuore grande
  - 2009 – Candidatura alla miglior attrice per Changeling
- Festival internazionale del cinema di Berlino
  - 2007 – Orso d'argento per il miglior contributo artistico per The Good Shepherd - L'ombra del potere
- Heartland Film 
  - 2014 – Truly moving picture award per Unbroken
- Houston Film Critics Society Award
  - 2007 – Candidatura alla miglior attrice per A Mighty Heart - Un cuore grande
  - 2008 – Candidatura alla miglior attrice per Changeling
- Hollywood Film Festival
  - 2000 – Attrice dell'anno per Ragazze interrotte
- Hollywood Film Awards
  - 2017 – Miglior film straniero per Per primo hanno ucciso mio padre
- Italian online film awards 
  - 2008 – Candidatura alla migliore attrice per Changeling
- Independent Spirit Awards
  - 2008 – Candidatura alla miglior attrice per A Mighty Heart - Un cuore grande

- NAACP Image Awards
  - 2008 – Candidatura alla migliore attrice per A Mighty Heart - Un cuore grande
  - 2012 – Miglior film in lingua straniera per Nella terra del sangue e del miele
  - 2012 – Candidatura alla miglior regia per Nella terra del sangue e del miele

- Kids' Choice Award
  - 2001 – Candidatura alla miglior eroina in un film d'azione per Lara Croft: Tomb Raider
  - 2015 – Miglior antagonista per Maleficent
  - 2015 – Candidatura all'attrice cinematografica preferita per Maleficent
  - 2022 - Candidatura all’attrice cinematografica preferita per Eternals
- L.A. Outfest
  - 1998 – Miglior attrice per Gia - Una donna oltre ogni limite
- London Critics Circle Film Awards
  - 2007 – Candidatura all'attrice dell'anno per A Mighty Heart - Un cuore grande
  - 2008 – Candidatura all'attrice dell'anno per Changeling

- MTV Movie Awards
  - 2002 – Candidatura alla miglior performance femminile per Lara Croft: Tomb Raider
  - 2002 – Candidatura al miglior combattimento per Lara Croft: Tomb Raider
  - 2006 – Miglior combattimento (con Brad Pitt) per Mr. & Mrs. Smith[10]
  - 2006 – Candidatura al miglior bacio (con Brad Pitt) per Mr. & Mrs. Smith
  - 2008 – Candidatura al miglior antagonista per La leggenda di Beowulf
  - 2009 – Candidatura alla miglior performance femminile per Wanted - Scegli il tuo destino
  - 2009 – Candidatura al miglior bacio (con James McAvoy) per Wanted - Scegli il tuo destino[11]
  - 2009 – Candidatura al miglior momento "Ma che ca...!" per Wanted - Scegli il tuo destino[11]
  - 2010 – Candidatura alla star più cazzuta per Salt

- National Board of Review
  - 1998 – Miglior performance rivelazione femminile per Scherzi del cuore
  - 2014 – Migliori dieci film dell'anno per Unbroken
- NRJ Ciné Award
  - 2005 – Miglior combattimento per Mr. & Mrs. Smith
  - 2005 – Miglior bacio (con Brad Pitt) per Mr. & Mrs. Smith
- Online Film Critics Society Award
  - 2007 – Candidatura alla miglior attrice per A Mighty Heart - Un cuore grande
- Premi Cinema Per La Pace
  - 2011 – Miglior film dell'anno per Nella terra del sangue e del miele
  - 2011 – Premio onorario per la lotta contro la guerra e il genocidio per Nella terra del sangue e del miele
- Producers Guild of America Award
  - 2012 – Miglior film straniero per Nella terra del sangue e del miele

- People's Choice Awards
  - 2004 – Miglior attrice in un film d'azione per Sky Captain and the World of Tomorrow
  - 2005 – Candidatura alla miglior coppia (con Brad Pitt) per Mr. & Mrs. Smith
  - 2005 – Candidatura alla miglior attrice per Mr. & Mrs. Smith
  - 2005 – Candidatura alla miglior star per Mr. & Mrs. Smith
  - 2009 – Miglior attrice per Wanted - Scegli il tuo destino
  - 2009 – Candidatura alla miglior star per Wanted - Scegli il tuo destino
  - 2009 – Candidatura alla migliore star femminile cinematografica per Changeling
  - 2011 – Candidatura alla miglior attrice per Salt
  - 2015 – Candidatura alla miglior attrice d'azione per Maleficent
  - 2015 – Candidatura alla miglior attrice per Maleficent
- Rembrandt Award
  - 2008 – Candidatura alla miglior attrice internazionale per Changeling
  - 2011 – Miglior attrice internazionale per Salt

- Razzie Awards
  - 2002 – Candidatura alla Peggior attrice protagonista per Una vita quasi perfetta[12]
  - 2003 – Candidatura alla Peggior attrice protagonista per Amore senza confini - Beyond Borders

- Satellite Award
  - 1999 – miglior attrice per Gia - Una donna oltre ogni limite
  - 2007 – Candidatura alla miglior attrice per A Mighty Heart - Un cuore grande
  - 2009 – miglior attrice per Changeling
  - 2018 – Candidatura al miglior film straniero per Per primo hanno ucciso mio padre
- Santa Barbara International Film Festival
  - 2008 – Miglior performance dell'anno per A Mighty Heart - Un cuore grande

- Saturn Awards
  - 2001 – Candidatura alla miglior attrice per Lara Croft: Tomb Raider
  - 2004 – Candidatura alla miglior attrice non protagonista per Sky Captain and the World of Tomorrow
  - 2009 – Miglior attrice protagonista per Changeling[13]
  - 2011 – Candidatura alla miglior attrice protagonista per Salt[14]
  - 2015 – Candidatura alla miglior attrice per Maleficent[15]
  - 2015 – Miglior film di azione/avventura per Unbroken[16]

- San Diego Film Critics Society Award
  - 1999 - Candidatura alla migliore attrice non protagonista per Ragazze interrotte
- St. Louis Gateway Film Critics Association
  - 2008 – Candidatura alla miglior attrice per Changeling
- Teen Choice Awards
  - 1999 – Candidatura alla miglior attrice per Ragazze interrotte
  - 1999 – Candidatura al miglior colpo sibilante per Ragazze interrotte
  - 2001 – Candidatura alla miglior attrice in un film drammatico per Lara Croft: Tomb Raider
  - 2004 – Candidatura alla scena più spaventosa per Identità violate
  - 2005 – Miglior attrice della categoria azione avventura/thriller per Mr. & Mrs. Smith
  - 2005 – Miglior mentitrice per Mr. & Mrs. Smith
  - 2005 – Candidatura alla miglior chimica (con Brad Pitt) per Mr. & Mrs. Smith
  - 2005 – Candidatura alla miglior scena di danza (con Brad Pitt) per Mr. & Mrs. Smith
  - 2005 – Candidatura al miglior bacio (con Brad Pitt) per Mr. & Mrs. Smith
  - 2005 – Miglior scena rumble (con Brad Pitt) per Mr. & Mrs. Smith
  - 2007 – Candidatura alla miglior attrice in un film drammatico per A Mighty Heart - Un cuore grande
  - 2009 – Candidatura alla miglior attrice in un film drammatico per Changeling[17]
  - 2010 – Candidatura alla star femminile dell'estate per Salt
  - 2011 – Miglior attrice d'azione per The Tourist
  - 2014 – Candidatura alla miglior attrice d'azione per Maleficent[18]

## Riconoscimenti speciali
- 2003 – Sergio Vieira de Mello Citizen of the World Award
- 2005 – Global Humanitarian Action Award
- 2007 – International Rescue Committee Freedom Award
- 2015 – Aviation Inspiration and Patriotism Award